# 1988年冬季残疾人奥林匹克运动会澳大利亚代表团
1988年冬季残疾人奥林匹克运动会澳大利亚代表团是澳大利亚派出的1988年冬季残疾人奥林匹克运动会代表团。未获得奖牌。